# Axioma de l'infinit
En teoria de conjunts, l'axioma de l'infinit és un axioma que garanteix l'existència d'un conjunt amb un nombre infinit d'elements.

## Enunciat
L'axioma de l'infinit assegura l'existència d'un conjunt infinit en el sentit de Dedekind: un conjunt que pot posar-se en correspondència bijectiva amb un subconjunt propi de si mateix. L'enunciat més habitual es basa en la propietat equivalent del conjunt inductiu:
És a dir, es postula l'existència d'un conjunt inductiu, és a dir que conté el conjunt buit, i el successor x ∪ {x} de cada un dels seus elements x. D'aquesta manera s'assegura l'existència d'un conjunt que conté els nombres naturals en la construcció conjuntista habitual:

## Independència
L'axioma de l'infinit (AI) no es pot demostrar a partir de la resta d'axiomes de la teoria de Zermelo-Fraenkel (ZF), si aquests són consistents. Es pot demostrar que tots ells són certs en restringir-se a un "univers" de conjunts finits escollits amb compte (els conjunts hereditàriament finits). És a dir, els axiomes de ZF —inclòs l'AI— demostren l'existència d'un model per a ZF−AI+¬AI —ZF substituint AI per la seva negació. Per tant, una demostració de AI a partir de ZF−AI donaria lloc a una demostració de la consistència de ZF-AI, en contradicció amb el segon teorema d'incompletesa de Gödel. La situació és idèntica en la teoria de conjunts de Von Neumann-Bernays-Gödel.